# Amblyptila cynanchi
Amblyptila cynanchi är en fjärilsart som beskrevs av Lajos Vári 1961. Amblyptila cynanchi ingår i släktet Amblyptila och familjen styltmalar. Inga underarter finns listade i Catalogue of Life.